# MA・BA・TA・KI
「MA・BA・TA・KI」（マバタキ）は、Kiss Destinationが2000年5月17日にリリースした7枚目（メジャーデビュー以前から通算すると12枚目）のシングル。

## 内容
J-PHONE 東海CMソング。CMには小室も出演した。
楽曲自体は1999年夏に完成していた。歌詞は小室がサビのみ、吉田がサビ以外の全てのパートを担当した。
歌詞は「若い女の子が色んな壁にぶち当たる時期に当たったけど、それをポジティブに乗り越えていく」という内容であり、吉田は「すごく繊細で傷つきやすい思春期の心の葛藤を表したかった」と語っている。

## 収録曲
| 全作曲・編曲: 小室哲哉。 |                                       |                    |            |      |
| #                        | タイトル                              | 作詞               | 作曲・編曲 | 時間 |
| 1.                       | 「MA・BA・TA・KI (original mix)」     | 小室哲哉・吉田麻美 | 小室哲哉   | 4:02 |
| 2.                       | 「MA・BA・TA・KI (Hex Hector Remix)」 | 小室哲哉・吉田麻美 | 小室哲哉   | 8:47 |
| 3.                       | 「MA・BA・TA・KI (tv mix)」           |                    | 小室哲哉   | 4:00 |
| 合計時間:                | 合計時間:                             | 合計時間:          | 16:49      |      |

## クレジット
- Produced, Performed : 小室哲哉
- Mixed : Mike Butler (#1,3)
- Remixed : Hex Hector (#2)
- Creative Direction : ゆいひろゆき
- Art Direction, Design : 依田耕治

## 収録アルバム
MA・BA・TA・KI
- AMARETTO